# Monts (Var)
Mons (en francès Mons) és un municipi francès situat al departament del Var i a la regió de Provença – Alps – Costa Blava.

## Demografia
| Evolució de la població |      |      |      |      |      |      |      |      |
| 1793                    | 1800 | 1806 | 1821 | 1831 | 1836 | 1841 | 1846 | 1851 |
| -                       | -    | 1021 | 1078 | -    | 1120 | 1094 | 947  | 1029 |

| 1856 | 1861 | 1866 | 1872 | 1876 | 1881 | 1886 | 1891 | 1896 |
| ---- | ---- | ---- | ---- | ---- | ---- | ---- | ---- | ---- |
| 1029 | 975  | 973  | 1005 | 1000 | 829  | 866  | 852  | 769  |

| 1901 | 1906 | 1911 | 1921 | 1926 | 1931 | 1936 | 1946 | 1954 |
| ---- | ---- | ---- | ---- | ---- | ---- | ---- | ---- | ---- |
| 764  | 773  | 703  | 500  | -    | -    | 450  | 350  | -    |

| 1962 | 1968 | 1975 | 1982 | 1990 | 1999 | 2006 | 2011 | 2016 |
| ---- | ---- | ---- | ---- | ---- | ---- | ---- | ---- | ---- |
| 204  | 226  | 239  | 291  | 459  | 671  | -    | -    | -    |

| 2019 | - | - | - | - | - | - | - | - |
| ---- | - | - | - | - | - | - | - | - |
| -    | - | - | - | - | - | - | - | - |

## Llista d'alcaldes
- 1789-1791 : Augier Jean-Honoré
- 1791-1791 : Sardou Claude
- 1791-1792 : Porre Joseph, Marcellin
- 1792-1795 : Morlan Honoré
- 1795-1797 : Castelly Pierre,Jean
- 1797-1798 : Pelacy Pierre
- 1798-1799 : Porre Joseph
- 1799-1800 : Pélacy Jacques
- 1800-1810 : Jourdan Antoine, André
- 1810-1815 : De Villeneuve-Beauregard Jean-Baptiste
- 1815-1815 : Porre Joseph
- 1815-1820 : Pélacy Pierre
- 1820-1821 : Bertou Jacques, Alexandre, Ignace
- 1821-1826 : Porre Jean-Joseph
- 1826-1831 : Jourdan Raymond
- 1831-1838 : Porre Jean, André, Marcellin
- 1838-1846 : Rossel Pierre-Joseph
- 1846-1848 : Rossel Joseph
- 1848-1849 : Gras Pierre, Joseph
- 1849-1851 : Bertou Jean-Honoré
- 1851-1860 : Rossel Joseph
- 1860-1866 : Castelly Antoine
- 1866-1871 : Paul Jean-Antoine
- 1871-1878 : Jourdan Jean, André, Joseph
- 1878-1884 : Mireur Antoine, Alban
- 1884-1896 : Pélissier Pierre, Louis
- 1896-1904 : Porre Antoine, Auguste
- 1904-1908 : Porre Pierre
- 1908-1910 : Jourdan Joseph
- 1910-1928 : Jourdan Théophile
- 1928-1929 : Carlevan Joseph
- 1929-1936 : Bertou Pierre
- 1936-1944 : Jourdan-Barry Raymond
- 1944-1948 : Pélassy Louis
- 1948-1953 : Porre Charles
- 1953-1971 : Valente Alexandre
- 1971-1977 : Audibert Ernest
- 1977-1983 : Valente Alexandre
- 1983-2000 : Rolland Alfred
- 2001-2008 : Pélassy Roger
- 2008-____ : Éliane Feraud